# Sonatrach Petroleum Corporation
Sonatrach Petroleum Corporation (SPC) est une filiale de Sonatrach, la compagnie nationale algérienne d'exploration et de production pétrolière et gazière. SPC opère dans le secteur amont de l'industrie pétrolière et gazière, en se concentrant sur la commercialisation des produits hydrocarbures au marché européen et mondial. La société est créée en 1989 et est enregistrée aux îles Vierges britanniques. Son siège est à Londres, au Royaume-Uni .

## Chiffres d'affaires et résultats financiers
| Années                                     | 2019 | 2021 | 2022    | 2023    |
| ------------------------------------------ | ---- | ---- | ------- | ------- |
| Chiffre d'affaires en dzd (milliards)      |      |      | 236,902 | 266,023 |
| Chiffre d'affaires équivalent $ (millions) |      |      |         |         |